# Sympagus laetabilis
Sympagus laetabilis là một loài bọ cánh cứng trong họ Cerambycidae.